# Domaine de Shirakawa

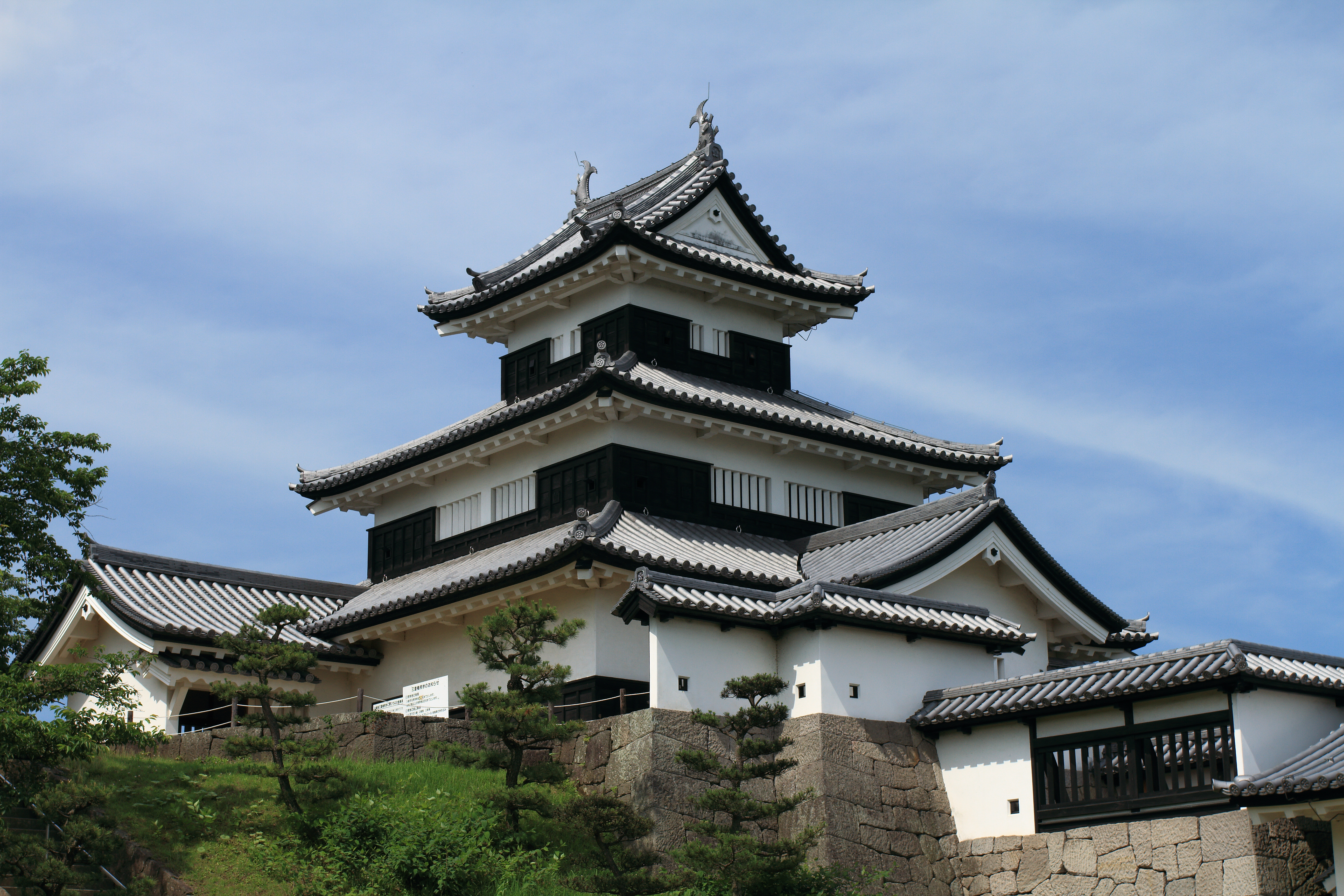
Le château de Komine.

Le domaine de Shirakawa (白河藩, Shirakawa-han) est un domaine féodal japonais de la période Edo situé dans la province de Mutsu. Son daimyo le plus connu est Matsudaira Sadanobu, l'architecte des réformes Kansei.
Le domaine de Shirakawa est aussi le théâtre d'une des batailles de la guerre de Boshin.

## Liste des daimyos
- Clan Niwa, 1627-1643 (tozama daimyo ; 100 000 koku)

1. Niwa Nagashige
2. Mitsushige

- Clan Matsudaira (Sakakibara), 1643-1649 (fudai daimyo ; 140 000 koku)

1. Tadatsugu

- Clan Honda, 1649-1681 (fudai ; 120 000 koku)

1. Tadayoshi
2. Tadahiro

- Clan Matsudaira (Okudaira), 1681-1692 (shinpan daimyo ; 150 000 koku)

1. Tadahiro

- Clan Matsudaira (Echizen), 1692-1741 (shinpan daimyo ; 150 000 koku)

1. Naonori
2. Motochika
3. Yoshichika

- Clan Matsudaira (Hisamatsu), 1741-1823 (shinpan daimyo ; 110 000 koku)

1. Sadayoshi
2. Sadakuni
3. Matsudaira Sadanobu
4. Sadanaga

- Clan Abe, 1823-1866, 1868 (fudai ; 100 000 koku)

1. Masanori
2. Masaatsu
3. Masaakira
4. Masakata
5. Masasada
6. Masahisa
7. Masato
8. Masakiyo